# Sant Fost de Campsentelles
Sant Fost de Campcentelles è un comune spagnolo di 6 718 abitanti situato nella comunità autonoma della Catalogna.